# Метапрограммирование
Метапрограммирование — вид программирования, связанный с созданием программ, которые порождают другие программы как результат своей работы(в частности, на стадии компиляции их исходного кода) либо программ, которые меняют себя во время выполнения (самомодифицирующийся код). Первое позволяет получать программы при меньших затратах времени и усилий на кодирование, чем если бы программист писал их вручную целиком, второе позволяет улучшить свойства кода (размер и быстродействие).

## Генерация кода
При этом подходе код программы не пишется вручную, а создаётся автоматически программой-генератором на основе другой программы.
Такой подход приобретает смысл, если при программировании вырабатываются различные дополнительные правила (более высокоуровневые парадигмы, выполнение требований внешних библиотек, стереотипные методы реализации определённых функций и пр.). При этом часть кода (или данных) теряет содержательный смысл и становится лишь механическим выполнением правил. Когда эта часть становится значительной, возникает мысль задавать вручную лишь содержательную часть, а остальное добавлять автоматически. Это и проделывает генератор.
Различаются два принципиально различных вида кодогенерации:
1. генератор является физически отдельной бинарной программой, не обязательно написанной на целевом языке.
2. целевой язык является одновременно языком реализации генератора, так что метапрограмма составляет с целевой программой единое целое.

Наиболее распространённым и наглядным примером первого случая являются GUI-построители, где метапрограмма нацелена на пользовательское программирование, позволяя не сведущим в программировании специалистам в области эргономики принимать непосредственное участие в разработке программных продуктов. В этом случае метапрограмма оказывается заведомо намного более сложной, крупной и трудоёмкой в разработке, чем порождаемый ею код, и её разработка оправдывается частотой её использования. Следует отметить, что на практике, как правило (но не обязательно), такого рода метапрограммы пишутся на императивных языках для использования в императивных же языках, и поставляются в скомпилированном виде. Недостатком этого метода является невозможность повторного использования кода метапрограммы при разработке новых, более сложных метапрограмм.
Другим примером являются генераторы синтаксических и лексических анализаторов, такие как Lex, YACC, ANTLR, bison.
Второй случай представляет собой встраивание языка и реализуется тремя статическими методами c использованием макросредств языка или чистым встраиванием. В этом случае наработки, накопленные в процессе разработки метапрограмм, в дальнейшем могут интенсивно повторно использоваться для разработки новых метапрограмм.
Другие примеры:
- В Perl существует понятие «source filters» («фильтров исходного кода») — метода переработки файлов с исходным кодом перед выполнением, позволяющего полностью менять синтаксис и семантику языка. Одним из известных примеров является модуль Lingua::Romana::Perligata, позволяющий писать код Perl на латыни.[3]
- В Форт программисту предоставляют встроенные в язык возможности по изменению своего синтаксиса и семантики. Это достигается определением архитектуры виртуальной машины и полным доступом к возможностям изменения её составляющих.

## Самомодифицирующийся код
Возможность изменять или дополнять себя во время выполнения превращает программу в виртуальную машину. Хотя такая возможность существовала уже давно на уровне машинных кодов (и активно использовалась, например, при создании полиморфных вирусов), с метапрограммированием обычно связывают перенос подобных технологий в высокоуровневые языки.
Основные методы реализации:
- Гомоиконичность — инструкции по самоидентификации или изменению кода основываются на том же синтаксисе, что и сам код.

- Интроспекция — представление внутренних структур языка в виде переменных встроенных типов с возможностью доступа к ним из программы (в терминах C++ это будет соответствовать технологиям динамического полиморфизма и динамического приведения типов).

Позволяет во время выполнения просматривать, создавать и изменять определения типов, стек вызовов, обращаться к переменной по имени, получаемому динамически и пр.
- Пространство имён System.Reflection и тип System.Type в .NET; классы Class, Method, Field в Java; представление пространств имен и определений типов через встроенные типы данных в Python; стандартные встроенные возможности в Форт по доступу к ресурсам виртуальной машины; получение значения и изменение свойств почти любого из объектов в ECMAScript (с оговорками).

- Интерпретация произвольного кода, представленного в виде строки.
  - Существует естественным образом во множестве интерпретируемых языков (впервые функция eval была реализована в Lisp, а точнее, непосредственно перед ним, ставшим её первым реализованным интерпретатором).
  - Компилятор Tiny C позволяет «на лету» компилировать и исполнять код на языке C, представленный в виде строки символов.
  - Для Форт использования процедуры интерпретации из строки EVALUATE.

В языке Пролог метапрограммирование позволяет автоматизировать разработку и верификацию (проверку свойств) Пролог-программ. Метапрограммы рассматривают программы на Прологе как термы и позволяют анализировать их свойства и взаимоотношения, строить программы для управления другими Пролог-программами.